# 김대건 (배우)
김대건(1992년 ~ )은 대한민국의 배우이다.

## 학력
- 서울예술대학교 연기과

## 출연작

### 영화
- 《주연》 (2022년) - 주혁 역
- 《파로호》 (2022년) - 호승 역
- 《공원로 316》 (2020년) - 태수 역
- 《호흡》 (2019년) - 민구 역
- 《봉오동 전투》 (2019년) - 남양수비대신참병사 역
- 《수렵허가구역》 (2016년) - 어린 만식 역
- 《어라우저: 각성자들》 (2015년) - 장우진 역
- 《캐치볼》 (2015년) - 재욱 역

### 드라마
- 《정신병동에도 아침이 와요》 (2023년, Netflix) - 최준기 역
- 《유니콘》 (2022년, 쿠팡플레이) - 이강휘 역
- 《닥터 로이어》 (2022년, MBC) - 도진우 역
- 《KBS 드라마 스페셜 - 나의 가해자에게》 (2020년, KBS2) - 송진우 역
- 《미쓰리는 알고 있다》 (2020년, MBC) - 김민석 역
- 《날씨가 좋으면 찾아가겠어요》 (2020년, JTBC) - 김영수 역
- 《왓쳐》 (2019년, OCN) - 박찬희 형사 역
- 《여우각시별》 (2018년, SBS) - 조현병 환자 역

## 수상
- 2020년 제29회 부일영화상 신인남자연기상